# Бечка, Богдан
Богдан Бечка (чеш. Bohdan Bečka; 14 апреля 1863, Невеклов, Австрийская империя — 26 июля 1940, Прага, Протекторат Богемии и Моравии) — чехословацкий и чешский политический, государственный и общественный деятель, министр финансов в Первом правительстве Антонина Швеглы (24 февраля 1923 — 9 декабря 1925). экономист, архитектор, строитель, предприниматель.
Депутат Революционного национального собрания Чехословакии (1918—1920). Член Национального Собрания Чехословацкой республики (1920—1925). Сенатор Национального Собрания Чехословацкой республики (1925—1929).

## Биография
Из крестьян. Образование получил в Императорском чешском колледже королевской недвижимости в Бенешове, затем изучал гражданское строительство в Чешском техническом университете в Праге.
Работал проектировщиком, инженером, руководителем в строительной отрасли. Открыл собственный строительный бизнес в Праге и Средней Чехии. С 1892 года занимал руководящие должности в Ассоциации пражских строителей, с 1907 года был членом правления Живнобанка, в 1912 году избран членом Пражской палаты строителей.
В политике с начала XX века, был одним из первых членов партии Народной свободы (Либерально-национальной партии), заместителем председателя партии с 1915 по 1917 год. Позже, член Национал-демократической партии Чехословакии от которой избирался членом и сенатором Национального Собрания Чехословацкой республики.
24 февраля 1923 года стал министром финансов в Первом правительстве Антонина Швеглы. В качестве министра финансов возглавлял Банковский комитет Министерства финансов. Основным направлением его работы была реструктуризация «больной» банковской и кредитной системы в Чехословакии в результате дефляционного кризиса 1922—1924 годов. После дефляции ему удалось стабилизировать чехословацкую валюту на международном уровне и тем самым заложить прочную основу экономики и финансов страны. Благодаря глубокому знанию банковского сектора, он смог успешно выполнить политическое требование о нострификации банков, подготовить правовые стандарты для их реабилитации и участвовал в первом этапе реализации, что привело к преодолению трудностей банковского сектора и их консолидации, финансовой стабильности страны.
Похоронен на кладбище Малвазинки в Праге.